# Đội tuyển bóng đá quốc gia Yemen
Đội tuyển bóng đá quốc gia Yemen (tiếng Ả Rập: منتخب اليمن لكرة القدم) là đội tuyển cấp quốc gia của Yemen do Hiệp hội bóng đá Yemen quản lý.
Khi Yemen còn chia tách làm hai nước Bắc Yemen và Nam Yemen trước năm 1990, mỗi quốc gia có một đội tuyển bóng đá riêng. Đội tuyển Yemen sau khi hai nước hợp nhất được coi là kế tục của Đội tuyển bóng đá quốc gia Bắc Yemen.
Yemen (hoặc Bắc Yemen trước kia) chưa từng lọt vào một vòng chung kết Giải bóng đá vô địch thế giới. Tại Cúp bóng đá châu Á chỉ có Nam Yemen từng lọt vào một vòng chung kết vào năm 1976. Họ dừng bước ở vòng bảng khi thua cả hai trận trước Iran và Iraq.
Đội tuyển Yemen thống nhất thi đấu trận quốc tế đầu tiên gặp Malaysia vào năm 1990. Thành tích tốt nhất của đội cho đến nay là vị trí thứ ba của giải vô địch bóng đá Tây Á 2010. Đội đã một lần tham dự Asian Cup năm 2019 và toàn thua ba trận trước Iran, Iraq và Việt Nam, do đó dừng bước ở vòng bảng.

## Danh hiệu
- Vô địch Tây Á: 0

Hạng ba: 2010

## Thành tích quốc tế

### Giải vô địch bóng đá thế giới
Bắc Yemen
- 1930 đến 1982 – Không tham dự
- 1986 đến 1990 – Không vượt qua vòng loại

Nam Yemen
- 1930 đến 1982 – Không tham dự
- 1986 đến 1990 – Không vượt qua vòng loại

Yemen
- 1994 đến 2026 – Không vượt qua vòng loại

### Cúp bóng đá châu Á
| Năm           | Kết quả                  | Vị trí                   | ST                       | T                        | H                        | B                        | BT                       | BB                       |
| ------------- | ------------------------ | ------------------------ | ------------------------ | ------------------------ | ------------------------ | ------------------------ | ------------------------ | ------------------------ |
| 1984 đến 1988 | Không vượt qua vòng loại | Không vượt qua vòng loại | Không vượt qua vòng loại | Không vượt qua vòng loại | Không vượt qua vòng loại | Không vượt qua vòng loại | Không vượt qua vòng loại | Không vượt qua vòng loại |
| 1992          | Không tham dự            | Không tham dự            | Không tham dự            | Không tham dự            | Không tham dự            | Không tham dự            | Không tham dự            | Không tham dự            |
| 1996 đến 2015 | Không vượt qua vòng loại | Không vượt qua vòng loại | Không vượt qua vòng loại | Không vượt qua vòng loại | Không vượt qua vòng loại | Không vượt qua vòng loại | Không vượt qua vòng loại | Không vượt qua vòng loại |
| 2019          | Vòng 1                   | 23/24                    | 3                        | 0                        | 0                        | 3                        | 0                        | 10                       |
| 2023          | Không vượt qua vòng loại | Không vượt qua vòng loại | Không vượt qua vòng loại | Không vượt qua vòng loại | Không vượt qua vòng loại | Không vượt qua vòng loại | Không vượt qua vòng loại | Không vượt qua vòng loại |
| 2023          | Chưa xác định            | Chưa xác định            | Chưa xác định            | Chưa xác định            | Chưa xác định            | Chưa xác định            | Chưa xác định            | Chưa xác định            |
| Tổng cộng     | 1 lần vòng bảng          | 1/11                     | 3                        | 0                        | 0                        | 3                        | 0                        | 10                       |

### Giải vô địch bóng đá Tây Á
| Năm           | Vị trí        | ST            | T             | H             | B             | BT            | BB            |
| ------------- | ------------- | ------------- | ------------- | ------------- | ------------- | ------------- | ------------- |
| 2000 đến 2008 | Không tham dự | Không tham dự | Không tham dự | Không tham dự | Không tham dự | Không tham dự | Không tham dự |
| 2010          | Bán kết       | 3             | 1             | 1             | 1             | 5             | 4             |
| 2012          | Vòng bảng     | 3             | 0             | 0             | 3             | 1             | 4             |
| 2014          | Bỏ cuộc       | Bỏ cuộc       | Bỏ cuộc       | Bỏ cuộc       | Bỏ cuộc       | Bỏ cuộc       | Bỏ cuộc       |
| 2019          | Vòng bảng     | 4             | 1             | 1             | 2             | 4             | 5             |
| Tổng cộng     | 3/9           | 10            | 2             | 2             | 6             | 10            | 13            |

### Cúp bóng đá vùng Vịnh
| Năm       | Kết quả         | ST | T | H | B  | BT | BB |
| --------- | --------------- | -- | - | - | -- | -- | -- |
| 2003      | 7th             | 6  | 0 | 1 | 5  | 2  | 18 |
| 2004      | Vòng bảng       | 3  | 0 | 1 | 2  | 2  | 7  |
| 2007      | Vòng bảng       | 3  | 0 | 1 | 2  | 3  | 5  |
| 2009      | Vòng bảng       | 3  | 0 | 0 | 3  | 2  | 11 |
| 2010      | Vòng bảng       | 3  | 0 | 0 | 3  | 1  | 9  |
| 2013      | Vòng bảng       | 3  | 0 | 0 | 3  | 0  | 6  |
| 2014      | Vòng bảng       | 3  | 0 | 2 | 1  | 0  | 1  |
| 2017      | Vòng bảng       | 3  | 0 | 0 | 3  | 0  | 8  |
| 2019      | Vòng bảng       | 3  | 0 | 1 | 2  | 0  | 9  |
| Tổng cộng | 8 lần vòng bảng | 30 | 0 | 6 | 24 | 10 | 74 |

### Á vận hội
- (Nội dung thi đấu dành cho cấp đội tuyển quốc gia cho đến kỳ Đại hội năm 1998)

| Năm           | Kết quả       | ST            | T             | H             | B             | BT            | BB            |
| ------------- | ------------- | ------------- | ------------- | ------------- | ------------- | ------------- | ------------- |
| 1951 đến 1978 | Không tham dự | Không tham dự | Không tham dự | Không tham dự | Không tham dự | Không tham dự | Không tham dự |
| 1982          | Bỏ cuộc       | Bỏ cuộc       | Bỏ cuộc       | Bỏ cuộc       | Bỏ cuộc       | Bỏ cuộc       | Bỏ cuộc       |
| 1986          | Không tham dự | Không tham dự | Không tham dự | Không tham dự | Không tham dự | Không tham dự | Không tham dự |
| 1990          | Vòng bảng     | 3             | 0             | 2             | 1             | 0             | 2             |
| 1994          | Vòng bảng     | 4             | 0             | 0             | 4             | 0             | 14            |
| 1998          | Không tham dự | Không tham dự | Không tham dự | Không tham dự | Không tham dự | Không tham dự | Không tham dự |
| Tổng cộng     | 2/13          | 7             | 0             | 2             | 5             | 0             | 16            |

## Đội hình
Đội hình dưới đây được triệu tập tham dự vòng loại Arab Cup 2021.

| Số | VT | Cầu thủ            | Ngày sinh (tuổi)  | Trận | Bàn | Câu lạc bộ        |
| -- | -- | ------------------ | ----------------- | ---- | --- | ----------------- |
| 1  | TM | Mohammed Ayash     | 6 tháng 3, 1986   | 38   | 0   | Peshmerga         |
| 22 | TM | Mohammed Khairalah |                   | 0    | 0   |                   |
| 23 | TM | Salem Al-Harsh     | 7 tháng 10, 1998  | 3    | 0   | Al-Wehda SC       |
|    |    |                    |                   |      |     |                   |
| 2  | HV | Salem Mutran       |                   | 0    | 0   |                   |
| 3  | HV | Abdul Al-Jarshi    | 1 tháng 1, 1994   | 14   | 1   | Al-Wehda SCC      |
| 4  | HV | Mudir Al-Radaei    | 1 tháng 1, 1993   | 56   | 1   | Al-Ahli Club      |
| 5  | HV | Ala Addin Mahdi    | 1 tháng 1, 1996   | 25   | 0   | Majees            |
| 13 | HV | Ahmed Wahid        | 14 tháng 7, 1985  | 1    | 0   | Free agent        |
| 17 | HV | Mufeed Gamal       | 1 tháng 10, 2000  | 13   | 0   | Al-Samawa         |
| 19 | HV | Mohammed Boqshan   | 10 tháng 3, 1994  | 49   | 1   | Al-Tilal          |
| 21 | HV | Ahmed Al-Wajeeha   |                   | 1    | 0   |                   |
|    |    |                    |                   |      |     |                   |
| 6  | TV | Gehad Ahmed        | 27 tháng 5, 1996  | 0    | 0   | Al-Ahli Taizz     |
| 8  | TV | Galal Al-Galal     |                   | 1    | 0   | Al-Ahli Club      |
| 9  | TV | Omar Al-Dahi       | 15 tháng 12, 1999 | 12   | 2   | Aswan             |
| 11 | TV | Mohammed Al-Dahi   | 3 tháng 4, 1996   | 2    | 0   | Samarra           |
| 14 | TV | Manaf Saeed        | 23 tháng 11, 1998 | 8    | 0   | Free agent        |
| 15 | TV | Mazen Hasan        |                   | 0    | 0   |                   |
| 16 | TV | Nasser Al-Gahwashi | 24 tháng 5, 1999  | 12   | 1   | Al-Mina'a         |
|    |    |                    |                   |      |     |                   |
| 7  | TĐ | Ahmed Al-Sarori    | 9 tháng 8, 1998   | 37   | 2   | Chabab Mohammédia |
| 10 | TĐ | Mohsen Qarawi      | 15 tháng 5, 1989  | 16   | 3   | Al-Nahda          |
| 12 | TĐ | Ahmed Maher        | 24 tháng 1, 2002  | 6    | 0   |                   |
| 18 | TĐ | Ali Hafeedh        | 21 tháng 2, 1992  | 6    | 0   | Al-Wehda SC       |
| 20 | TĐ | Emad Mansoor       | 15 tháng 4, 1992  | 30   | 2   | Bidiyah           |